# Península de Varanger

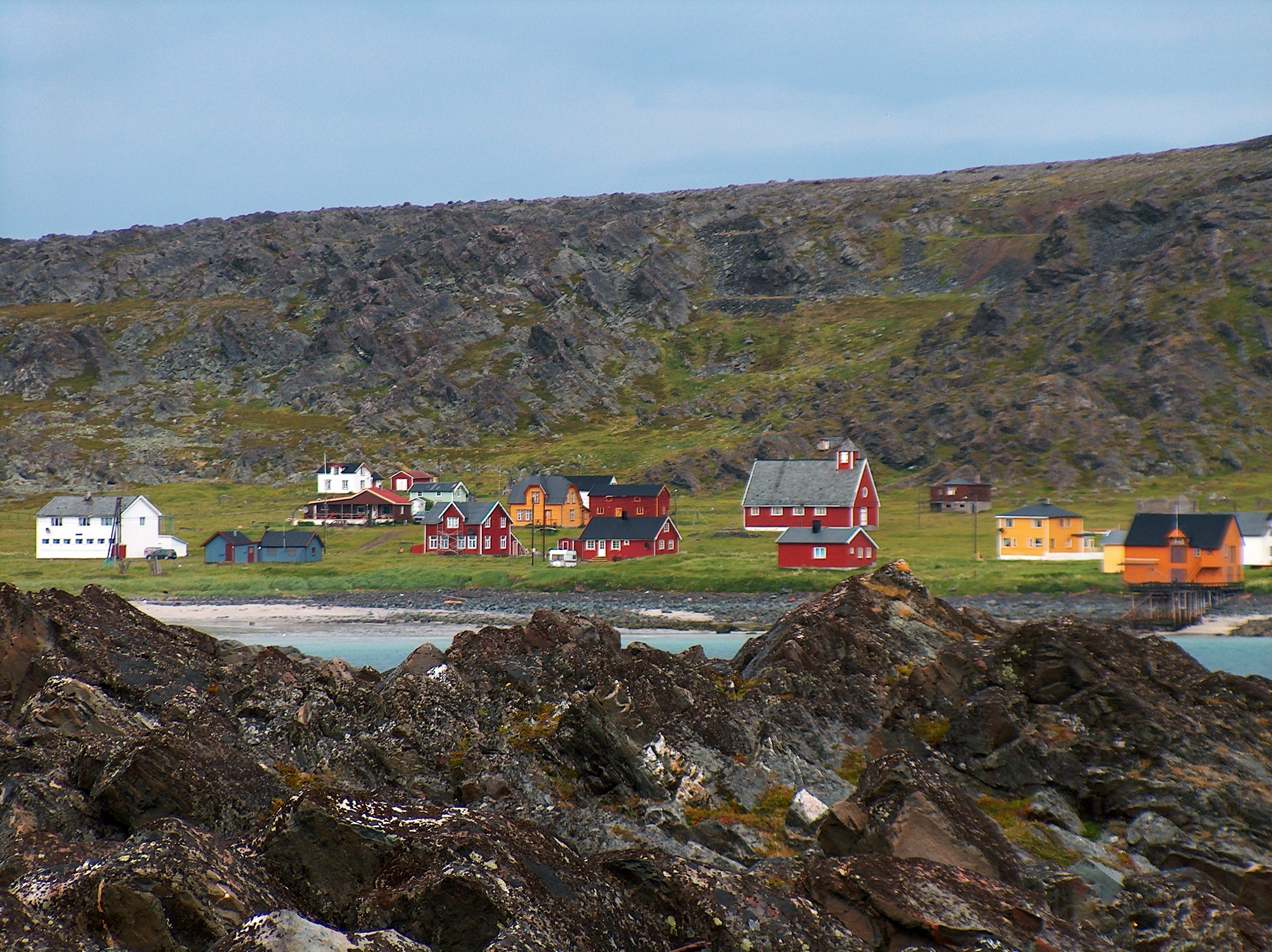
Hamningberg, un poble pesquer abandonat al nord de la península.

La península de Varanger (en noruec: Varangerhalvøya; en sami septentrional: Várnjárga) és una península situada al comtat de Finnmark a l'esta de Noruega. Es troba a la part més al nord-est del país, a la costa del mar de Barents. La península està banyat pel fiord de Tana a l'oest, el fiord de Varanger al sud i el mar de Barents al nord i a l'est. Dins la península hi ha els municipis de Vadsø, Båtsfjord, Bearalváhki, Vardø, Deatnu i Unjárga. La superfície de la península és de 2.069 km².
Aquesta península dona nom al període de la glaciació Sturtiana-Varangiana. Gran part de la península està ocupada per la tundra àrtica, tanmateix, al sud a la zona de Vadsø els estius són prou càlids per a permetre el creixement de bedolls. A la zona hi ha altituds de fins a 633 metres.